# Штернфельд, Ари Абрамович
Ари Абрамович Штернфельд (14 мая 1905, Серадз, Калишская губерния, Российская империя — 5 июля 1980, Москва, СССР) — учёный, один из пионеров современной космонавтики.
Рассчитал и теоретически исследовал множество траекторий космических полётов, определив энергетически оптимальные. Эти траектории, с предварительным удалением от цели, позволяющие значительно экономить топливо, называют «штернфельдовскими». Он ввёл понятие космических скоростей и рассчитал их стартовые значения. Сформулировал проблему существования «сезонов космической навигации». Термины «космонавтика», «первая космическая скорость», «космодром» введены им впервые в его книге «Введение в космонавтику» (1934; на русском языке — Москва, 1937). Впервые он применил теорию относительности для анализа межзвёздных полётов, для повышения точности траекторных расчётов и доказал, что достижение звезд, в принципе, возможно в течение человеческой жизни.
Автор многочисленных книг и статей. Его научные и научно-популярные труды были опубликованы на 40 языках в 39 странах всех пяти континентов. По орбитам, рассчитанным им во Франции задолго до начала космической эры, полетели первые искусственные спутники Земли. Будущие космонавты учились по его книгам.
«Его жизнь и научные заслуги являют собой пример воплощения вершин духа и интеллекта в судьбе одного человека. Еврей по происхождению, поляк по месту рождения и юношеским годам, француз по культуре и образованию и, наконец, гражданин СССР по своему жизненному выбору во имя своих научных идей, он стал, по существу, гражданином Вселенной, разработке путешествий в которой посвятил свою жизнь».

## Звания
Лауреат международных премий по астронавтике (1934, 1962). Почетный член Академии и Общества наук Лотарингии (Франция,1961), доктор Honoris сausa Нансийского университета (Франция,1961) и Национального Политехнического института Лотарингии (1978), а также Академии наук СССР (1965), заслуженный деятель науки и техники РСФСР (1965), почетный гражданин города, где он родился (1963).

## Память
Его именем назван кратер на обратной стороне Луны, Планетарий и астрономическая обсерватория в Лодзи, музей космонавтики в городе Пыталово Псковской области. Улицы в городах Лодзь и Серадз (Польша) названы в его честь. На домах, где он жил в Москве и Серове (Россия), Лодзи и Серадзе установлены мемориальные доски.
В Москве в Политехническом музее есть мемориальный кабинет А. Штернфельда, где хранится большая часть его архива.

## Биография

### Родословная. Детство. Гимназия.
Ари Абрамович Штернфельд родился 14 мая 1905 года в старинном польском городе Серадз, недалеко от Лодзи, в купеческой семье. Согласно родословной книге, пропавшей во время гитлеровской оккупации в Лодзинском гетто, далёким предком Ари Абрамовича со стороны отца был выдающийся еврейский философ, астроном и врач Моше Маймонид (1135—1204). В семье, кроме сына, было ещё три дочери. С детских лет Ари отличался прекрасной памятью, богатым воображением и остротой мышления.
Мысль о полёте на Луну возникла у Ари ещё в детстве, когда в начале каждого месяца, повернувшись лицом к восходящему лунному серпу, он молился вместе со своим отцом о том, чтобы быть таким же недосягаемым для врагов, как Луна недосягаема для них. А почему — недосягаема?! — думал он. И с юношеских лет он увлёкся идеей полёта в космос. Осуществлению своей заветной мечты — приблизить день, когда полёты в космос превратятся из чистой фантазии в действительность — он посвятил всю жизнь.
Когда разразилась Первая мировая война, то семья перебралась в Лодзь. Здесь Ари поступил в еврейскую гуманитарную гимназию, дававшую два аттестата — по иудаистике и общеобразовательным предметам. В старших классах гимназии у него появились первые идеи о космических полётах. Так он задумывался о том, до какой степени целесообразно увеличивать в ракете запас топлива. Были и другие идеи, развитые им впоследствии, например о возможности определить расстояние ракеты от Солнца с помощью высокочувствительного бортового термометра. В 17-летнем возрасте Ари прочёл по-немецки монографию Альберта Эйнштейна «О специальной и общей теории относительности», изданную в Германии в 1921 г. Многое в ней было непонятно. Ари отважился написать великому физику и вскоре получил ответ, написанный Эйнштейном от руки. Впоследствии целую главу в своей монографии Штернфельд посвятил теории относительности в приложении к космонавтике.

### Студенческие годы. Краков, Нанси.
После окончания гимназии Ари поступает на философский факультет Ягеллонского университета в Кракове. Однако, закончив первый курс университета, весной 1924 г. Ари уезжает во Францию, чтобы иметь возможность изучать не только естественные, но и интересующие его технические науки. Он поступает в институт Электротехники и Прикладной Механики в Нанси (Nancy, École nationale supérieure d'électricité et de mécanique, ENSEM), входящий в состав Нансийского университета. Первый учебный год был для Ари тяжёлым испытанием. Нужно было зарабатывать на жизнь и помогать обедневшим родителям. За несколько месяцев до начала учёбы, работая с утра до ночи сначала грузчиком на знаменитом парижском рынке Чрево Парижа, затем рабочим на заводе Рено, он не имел возможности учить французский язык, так как почти все окружающие его рабочие были иностранцами и говорили между собой на своих родных языках. Поэтому к началу занятий Ари почти не знал французского и лекции профессоров были ему мало понятны. Жил он в неотапливаемой комнатушке, питался плохо, часто недоедал. Когда парижских сбережений не хватало, Ари в ранние утренние часы подрабатывал контролёром газовых счётчиков. Несмотря на тяжёлый ежедневный труд, он был жизнерадостен, общителен, любознателен, успешно учился и был переведён на второй курс. Летом Ари работал на автомобильном предприятии Омера Самена (Omer Samyn/ Neuilly sur Seine) в Париже, причём настолько продуктивно, что на следующий год его пригласили работать уже в качестве конструктора.
За время учёбы Ари ни на минуту не расставался с идеей о полётах в космос. Это была не абстрактная мечта, а конкретные расчёты, которые поглощали его целиком. В своих воспоминаниях он писал: «Мои коллеги, замечая схемы, которые я чертил в перерывах между лекциями, считали меня неизлечимым фантастом… В те годы перелёт через Атлантический океан станет сенсацией, а тут какой-то одержимый доказывает реальную возможность овладения вселенной».
После трёх лет самоотверженного труда и неустанной учёбы Штернфельд получил диплом инженера-механика, заняв 2-е место из более чем 30-и выпускников.

### Париж. Сорбонна
Получив диплом инженера механика, Штернфельд возвращается в Париж. Он успешно работает технологом, конструктором, консультантом на различных промышленных предприятиях. Разрабатывает оборудование, находя оригинальные решения. Некоторые из них были признаны изобретениями (патент 353.059, Бельгия, 1928 г.; патент 364.907, Бельгия, 1929 г.). В Париже, в Латинском квартале, где он жил, он получает шутливое прозвище «банкир». Студенты и начинающие инженеры берут у него в долг, и Ари, ещё недавно испытывающий нужду, не отказывал им, хотя долги чаще всего и не возвращались. На работу Ари старается устраиваться таким образом, чтобы не быть занятым полную рабочую неделю, с тем чтобы оставшееся время посвятить любимому делу: всестороннему изучению возможностей полётов в космос.
В 1928 г. Штернфельд поступает в докторантуру в Сорбонну для работы над диссертацией о проблемах космических полётов. Готовя материалы для диссертации, он обращается в Центральный исследовательский институт в Париже, с просьбой сообщить, где в мире занимаются этими проблемами и получает ответ : «нигде». Много времени он проводит в Национальной библиотеке Франции. Собирает материалы по истории и технике ракетного дела, изучает теорию ракет, вопросы механики её полёта, вычисляет траектории космических аппаратов. При расчётах он пользуется электрическими счётными машинами, которые были в тех учреждениях, где Ари работал на неполную ставку, иногда забирал на ночь арифмометр.
В эти же годы он пропагандирует свои взгляды на космонавтику, выступая с лекциями, публикуя статьи на эту тему во французских газетах и журналах, пытаясь убедить общественность в осуществимости космических полётов и в необходимости исследования космического пространства.
Однако, летом 1931 года, когда Штернфельдом было выполнено огромное количество расчётов и собрано достаточно материалов для завершения диссертации, его научные руководители заявили, что не могут взять на себя ответственность за тематику исследований столь далёкую от действительности. Они предложили изменить тему диссертации, обещали повышенную стипендию. Но никакие земные блага не могли заставить Штернфельда отказаться от своей юношеской мечты. Он решает продолжать исследования на свой страх и риск.
В этом решении его поддержала его будущая жена — Густава Эрлих.
Густава, как и Ари, приехала из Лодзи в том же 1924 г. Была она человеком деятельным и увлечённым. Её выбрали секретарём польского отделения французской компартии, участвовала она и в движении эсперантистов, считая, что именно эсперанто, как язык международный, поможет сближению народов.
Закончила Сорбонну, получив два диплома — воспитателя отстающих в своём развитии детей и преподавателя французского языка для иностранцев. Она поверила в осуществимость идей Ари и стала его незаменимой помощницей. До последних дней своей жизни была она редактором его научных и научно-популярных работ, вела его деловую переписку на французском, русском, польском, немецком и идише. Умерла Густава в Москве в 1962 году.

### Переписка с Циолковским
Работая над диссертацией, Штернфельд узнал о трудах Циолковского в 1929 году из немецкого научного журнала «Die Raket». В те годы Штернфельд не знал русского языка и именно труды Циолковского послужили толчком к изучению им русского. Первой книгой, прочитанной им на русском языке, была книга Циолковского «Исследование мировых пространств реактивными приборами», изданная в 1926 г. в Калуге. Достать работы Циолковского в Париже было невозможно. Их не было в каталогах ни одной из парижских библиотек.
11 июня 1930 года Штернфельд пишет Циолковскому письмо с просьбой прислать некоторые его труды. С тех пор дружеская переписка между ними длилась до самой смерти Константина Эдуардовича. 19 августа 1930 года во французской газете «Юманите» была опубликована статья Штернфельда «Вчерашняя утопия — сегодняшняя реальность». В этой статье он писал о приоритете К. Э. Циолковского и поместил его фотографию, которую Циолковский прислал ему именно для этой статьи. В последующие годы Штернфельд часто упоминал Циолковского в своих публикациях и выступлениях. А ряд его книг, которые Циолковский прислал Штернфельду в Париж, он передал в парижскую Национальную библиотеку.
В июне 1934 г., в ответ на сообщение о получении Штернфельдом премии по астронавтике, Циолковский пишет ему:
«4 июля 1934 г. г. Стернфельду***
от Циолковского (Калуга, ул. Циолковского, № 1)
Дорогой и глубокоуважаемый,
Вашу статью из „Note de l’Academie…“ я получил. В ответ, с моей благодарностью, я выслал Вам какие-то мои книжки (не помню. Если бы знал, что у Вас есть моего, то может быть нашёл что-нибудь ещё послать).
Очень радуюсь получению Вами премии и интересуюсь более полной работой о межпланетных сообщениях.
При сём прилагаю сведения о болиде, пролетевшем над Боровском (Калужского района, где я пробыл учителем 12 лет).
Получено мною о болиде 200 писем. Его видели, в образе падающей звезды, даже за 1000 килом. от Москвы.
Подробности в наших Известиях ВЦИКа СССР.
Ваш Циолковский».
Это письмо К. Э. Циолковского, как и многие другие материалы из архива Ари Абрамовича, хранятся в личном фонде А. Штернфельда в Политехническом музее в Москве.
Фрагмент этого же письма фигурирует на фреске на въезде в город Боровск, где началась учительская и научная деятельность К. Э. Циолковского.

### Работа над монографией «Initiation a la Cosmonautique» («Введение в космонавтику»). Польша, Лодзь, Варшава
Чтобы иметь возможность сосредоточиться исключительно на продолжении расчётов и оформлении результатов своих исследований, Штернфельд в августе 1932 г. возвращается к родителям в Лодзь. Работать приходилось в тяжёлых условиях, в маленькой полутёмной комнате. Требовалось проводить многочисленные вычисления.
Но если в Париже Штернфельд пользовался для вычислений электрической счётной машинкой, то в Лодзи он с трудом достал единственную в городе семизначную таблицу логарифмов, а арифмометр по выходным выносил ему из заводской конторы знакомый бухгалтер. Тем не менее, через полтора года монография была закончена. Все 490 её страниц были отпечатаны сестрой Штернфельда — Франкой, которая впоследствии погибла в концлагере.
Монография была написана на французском языке и называлась «Initiation à la Cosmonautique» («Введение в космонавтику»). Термин «космонавтика» не употреблялся в то время ни в русском, ни во французском языке. Ари Штернфельд ввёл его, считая более точным, чем употреблявшиеся в то время термины «астронавтика» и «звёздоплавание».
В монографии была изложена совокупность проблем, связанных с завоеванием космоса. Многие вопросы были разработаны в ней впервые. «Это было первое систематическое изложение совокупности проблем, связанных с предстоящим завоеванием космоса, — от строения Солнечной системы до релятивистских эффектов при космических полётах.».
Основные идеи, изложенные в монографии, Штернфельд доложил в Варшавском университете 6-го декабря 1933 г. Доклад приняли довольно холодно. Космические полёты казались фантазией. Штернфельд пытался найти издателя для своей монографии, но безуспешно. О том, чтобы работать в Польше над проблемами космических полётов, нечего было и думать.

### Франция. Париж. Доклады во французской академии наук
Он вновь возвращается в Париж. Пытаясь заинтересовать французских учёных проблемами космических полётов, Штернфельд посещает научные четверги, устраиваемые лауреатом Нобелевской премии академиком Жаном Перреном в своей лаборатории в Латинском квартале, где по четвергам за чашкой чая, приготовленного в колбах на газовых горелках, собиралась научная молодёжь. В этих беседах участвовали также Фредерик и Ирен Жолио-Кюри..
Больших усилий стоило Штернфельду убедить французских учёных в правоте своих концепций. 22 января 1934 г. (год рождения первого космонавта Юрия Гагарина) во Французской Академии наук впервые в её истории обсуждается космическая тематика. Директор Парижской обсерватории Э. Эсклангон представил доклад Штернфельда «Метод определения траектории объекта, движущегося в межпланетном пространстве, наблюдателем, находящимся на этом объекте», а 12 февраля 1934 г. его второй доклад «О траекториях, позволяющих приблизиться к центральному притягивающему телу, исходя из заданной кеплеровской орбиты».
2 мая 1934 г. в аудитории «Декарт» в Сорбонне, где всего несколько лет назад ему было отказано в защите диссертации, Штернфельд прочёл лекцию на тему «Некоторые новые взгляды на астронавтику». Он получает многочисленные положительные отзывы, в том числе от Германа Оберта и Вальтера Гомана.
6 июня 1934 года ему была присуждена Международная премия по астронавтике, учреждённая в 1927 году французским учёным, одним из пионеров авиации и космонавтики Робером Эно-Пельтри совместно с французским промышленником А. Гиршем.
Теперь работы Штернфельда получили официальное признание, появились серьёзные и заманчивые предложения научной работы.
Но Штернфельд принимает совсем другое решение. Он вместе с женой, увлечённой идеями построения справедливого общества, идеями социализма и интернационализма, решает уехать в Советский Союз. СССР представлялся им страной, которая может спасти мировую цивилизацию и осуществить мечту человечества — полёт к звёздам.

### СССР

#### Переезд в СССР
Ещё в 1932-м году Штернфельд по приглашению Наркомтяжпрома приезжает в Москву для оформления своего проекта по роботу-андроиду. Андроид, как и два других изобретения: устройства для записи движений органов человека и винтовой пресс с управляемым усилием, Штернфельд предлагал использовать при выполнении трудоёмких и опасных работ на земле и в космосе.
Авторские свидетельства на все три изобретения (№ 67162, № 57746 и № 67068) Штернфельд получит лишь в 1940 и 1946 году с приоритетом от 1938 года.
В 1934 через Торговое Представительство СССР в Париже Штернфельд передаёт копию своей машинописной рукописи на французском языке «Initiation à la Cosmonautique» («Введение в космонавтику») в Москву.
Спустя год, в июне 1935 года, оставив почти весь свой научный и личный архив у родителей в Лодзи и захватив лишь самое необходимое, он с супругой приезжает в Советский Союз на постоянное жительство.
Родители Ари Абрамовича, как и большая семья его жены Густавы, оставшиеся в Польше, погибли в немецких концлагерях. Также пропал  и весь оставленный у родителей архив Штернфельда. 

#### РНИИ
В начале июля 1935 г., ещё не имея советского гражданства, Штернфельд был зачислен в штат Реактивного научно-исследовательского института (РНИИ).
Должность старшего инженера, на которую приняли Штернфельда, соответствовала тогда высшей инженерной квалификации, такой же, какая была в то время у С. П. Королёва, будущего главного конструктора космической техники.
В отделе Королёва и начал работать Ари Абрамович. Там же работали молодые, талантливые инженеры и учёные: В. П. Глушко, М. К. Тихонравов, Ю. А. Победоносцев.
Главным инженером РНИИ был в те годы Г. Э. Лангемак — один из пионеров ракетной техники и один из основных создателей реактивного миномёта «Катюша». Он перевёл монографию Штернфельда «Initiation à la Cosmonautique» на русский язык. В 1937 году «Введение в космонавтику» издаётся в Москве и получает в высшей степени положительную оценку крупнейших учёных. Книгу назвали энциклопедическим трудом, в котором суммированы все основные знания того времени по проблеме космического полёта. По ней учились космонавты и многие из тех, кто осуществлял практическую работу по завоеванию космоса. Второе издание «Введения» вышло в Москве в 1974 году. Замечательно, что идеи, изложенные Штернфельдом в его книге, не только не устарели за почти 40 лет, прошедшими между изданиями, но настолько хорошо соответствовали бурному развитию космонавтики, что автору не пришлось перерабатывать текст — были добавлены лишь комментарии и примечания.
В конце 30-х годов многие сотрудники РНИИ были репрессированы: директор института И. Т. Клеймёнов и главный инженер Г. Э. Лангемак были расстреляны. С. П. Королёв, В. П. Глушко и многие другие сосланы. Штернфельд репрессирован не был, но в июле 1937 года был уволен из института. Он тщетно пытался найти работу. Обращался к директору ГАИШ академику Фесенкову В. Г., к тогдашнему президенту АН СССР В. Л. Комарову, академику С. И. Вавилову и многим другим. Безрезультатно. Тогда в мае 1939 года Штернфельд обратился лично к И. В. Сталину с просьбой помочь продолжать свои работы в области космонавтики. Обращение осталось без ответа.
Все последующие годы Штернфельд пытался заинтересовать АН СССР изучением проблем космонавтики и получить работу в той области знаний, которая была смыслом его жизни. Но все его усилия были напрасны.
Отстранение Штернфельда от дела, ради которого он отказался от блестящей карьеры инженера и исследователя во Франции, было для него ужасной трагедией. Последующие 43 года Штернфельд работал над проблемами космонавтики у себя дома, один, без сотрудников и помощников, упорно продолжая идти по избранному пути.

#### Предвоенные годы. Рождение детей. Работа на Урале
Незадолго до Второй мировой войны, в 1938 году рождается старшая дочь супругов Штернфельд — Майя, а в 1940 — младшая — Эльвира. В июле 1941 года Штернфельд подаёт заявление в военкомат с просьбой зачислить его в ряды Красной армии, но и в этот раз получает отказ. Вместе с женой и дочками он эвакуируется на Урал, где в городе Серов находит работу в металлургическом техникуме. Преподавал он физику, сопромат, черчение и детали машин, а жена Густава — немецкий язык. Сейчас на здании техникума висит памятная доска, напоминающая о том, что с 1941 по декабрь 1944 года там работал А. Штернфельд. В середине 1960-х годов в газете «Серовский рабочий» и журнале «Уральский следопыт» были опубликованы воспоминания бывших его учеников о том, как на занятиях учитель рассказывал им о первой и второй космических скоростях, о возможности полётов в космос, как в полушутку выводил своим студентам отметки, рассчитывая их на логарифмической линейке с точностью до сотых долей, а в перерывах между уроками занимался своими расчётами.

#### Возвращение из эвакуации в Москву. Начало космической эры
Чтобы вернуться из эвакуации в Москву, нужно было официальное ходатайство, но организации, готовой вызвать Штернфельда, не оказалось. Поддержал Штернфельда академик Отто Юльевич Шмидт. В своей просьбе к Председателю комиссии по реэвакуации при Моссовете летом 1944 г. он писал:
«В настоящее время возвращается в Москву видный учёный инженер А. А. Штернфельд. Его научные труды широко известны и вызывают большой интерес.
Удостоверяя большое научное значение работы А. А. Штернфельда, присоединяю свою просьбу к ходатайству о пропуске в Москву.
Академик О. Ю. Шмидт <…>».
Но этого было недостаточно. Штернфельд пишет из Серова письмо М. И. Калинину и получает соответствующее разрешение.
В конце декабря 1944 года Штернфельд с семьёй возвращается в Москву и продолжает поиски работы.
О тщетности его поисков говорят лаконичные, почти каждодневные записи в его дневнике. Единственным возможным для него средством самореализации и источником существования стали публикации и выступления. Его научно-популярные статьи и репортажи появляются в таких журналах как «Техника — молодёжи», «Знание — сила», «Наука и жизнь», «Вокруг света», «Природа», «Химия и Жизнь», «Огонёк», «Смена» и др., в газетах «Московский Комсомолец» и даже «Пионерская правда».
Он пытался заинтересовать космической тематикой техническую интеллигенцию. Так, он был одним из организаторов в 1954 году Секции астронавтики при Центральном аэроклубе им. Чкалова в Москве, возглавил научно-технический комитет по космической навигации. Штернфельд выступал с лекциями в Планетарии, Доме Литераторов, Политехническом музее, занимался реферированием статей на космические темы в Реферативном Журнале.
Приближалась космическая эра. В 1956 году, почти за год до запуска первого спутника, в Москве вышла книга Штернфельда «Искусственные спутники Земли», которая вызвала за рубежом сенсацию и принесла её автору мировую известность. В 1958 году издательство военно-воздушных сил США опубликовало перевод этой книги. За 1957—1958 годы книга была издана 25 раз в 18 зарубежных странах.
Заслуженно счастливая судьба была и у следующей книги Штернфельда — «От искусственных спутников к межпланетным полётам». В 1958 году в Нью-Йорке издан сборник «Советские работы по искусственным спутникам и межпланетным полётам» (Soviet Writings on Earth Satellites and Space Travel", The Citadel Press, New York, 1958). 140 из 230 страниц были заняты переводом трудов Штернфельда.
Помимо книг, начиная с 1930 года, в иностранных и советских журналах напечатаны несколько сотен его научных, научно-популярных статей, комментариев и интервью.
В те годы СССР не присоединился ещё к международной конвенции об авторских правах, и за многочисленные переводы своих трудов Штернфельд не получал ни копейки. Он продолжал жить в стеснённых материальных условиях и испытывал глубокую неудовлетворённость от того, что его не допускают в научные коллективы, занимающиеся разработкой космических программ.

#### Признание.
С начала 60-х годов деятельность Штернфельда в области космонавтики получает официальное признание и в Советском Союзе, и за рубежом.
В 1961 году во Франции Штернфельд был избран Почётным членом Академии и Общества наук Лотарингии и доктором Honoris сausa Нансийского университета. В 1962 году он удостоился Международной премии Галабера по астронавтике вместе с первым космонавтом Ю. А. Гагариным.
В 1965 году Академия наук СССР присудила ему учёную степень доктора наук Honoris causa — без защиты диссертации. Это был лишь 12-й случай в истории Российской академии. В этом же году Ари Абрамовичу присвоено звание заслуженного деятеля науки и техники РСФСР.
Но несмотря на признание его трудов, он не имел постоянного места работы и не мог получить пенсию, поскольку почти не состоял на государственной службе. Лишь вмешательство президента Академии наук СССР М. В. Келдыша решило «пенсионный» вопрос.
Похоронен Штернфельд в Москве, на Новодевичьем кладбище (участок № 5). На его могиле установлен памятник, выполненный архитектором Хазан Ф. С. в виде открытой книги. Слева помещён барельеф головы учёного, выгравированы даты его рождения и смерти. Справа — «штернфельдовская» обходная траектория с предварительным удалением и латинское изречение, которое точно характеризует жизненный путь Ари Штернфельда и которое он любил повторять: «Per aspera ad astra» («Сквозь тернии к звёздам»).

### Основные труды
- Ary J. Sternfeld. Initiation à la cosmonautique. — 1932—1934. (рукопись монографии на французском языке)
- (русский перевод) А. Штернфельд. Введение в космонавтику. — М.; Л., издательство ОНТИ, 1937. — 318 с. // — 2-е издание: — М.: Наука, 1974. — 240 с.
- А. Штернфельд. Полёт в мировое пространство. — М.—Л.: Гостехиздат, 1949. — 140 с.
- А. Штернфельд. Межпланетные полёты. — М.: Гостехиздат, 1955. — 55 с.
- А. Штернфельд. Искусственные спутники Земли. — М.: Гостехиздат, 1956. — 180 с.
- А. Штернфельд. От искусственных спутников к межпланетным полётам. — М.: Гостехиздат, 1957. — 126 с.
- Ari Sternfeld and others. Soviet Writings on Earth Satellites and Space Travel. — New York: The Citadel Press, 1958. — С. 13—154.
- Ari Sternfeld. Soviet Space Science. — Basic Books. — New York: Publishers, 1959. — 360 с.
- А. Штернфельд. Парадоксы космонавтики. — М.: Наука, 1991. — 160 с. — ISBN 5-02-000208-9.

### О нём
- В.И.Прищепа, Г.П.Дронова. Ари Штернфельд – пионер космонавтики. — М.: Наука, 1987. — 191 с.
- 100 лет со дня рождения А. А. Штернфельда. “ ...меня считали неизлечимым фантастом...”. — М.: Политехнический музей, 2005. — 156 с. — ISBN 5-98962-002-0.
- Н.С.Наровлянский. Штурман космических трасс Ари Штернфельд. — М.: Совет ветеранов-строителей Космических стартов, 2006. — 272 с.

- Władysław Geisler. Ary Szternfeld pionier kosmonautyki. — Warszawa: LSW, 1981. — 252 с. — ISBN 83-205-3259-0.
- Mirosław Zbigniew Wojalski. Orbity sputników Ary Sternfeld obliczał w Łodzi w latach 1932-33. — Łódź, 2002. — 48 с. — ISBN 83-88638-10-6.
- Mike Gruntman. From Astronautics to Cosmonautics. — USA, South Carolina: BookSurge Publishing, 2007. — 84 с. — ISBN 1-4196-7085-9.

- Штернфельд Ари Абрамович. // Чаган — Экс-ле-Бен. — М. : Советская энциклопедия, 1978. — (Большая советская энциклопедия : [в 30 т.] / гл. ред.  А. М. Прохоров ; 1969—1978, т. 29).
- Штернфельд Ари.. — Иерусалим: Краткая еврейская энциклопедия (КЕЭ), 2001. — Т. 10. — С. 360—362.
- Ивашкин В.В, Т.М.Энеев. О работах А.A. Штернфельда по космонавтике. // Исследования по истории и теории развития авиационной и ракетно-космической науки и техники. : Выпуск 4. — М.: Наука, 1985. — Т. 29. — С. 215—224.
- Ирина Березная, Леон Адлерштейн. Космический мемориал. Штернфельд Ари Абрамович.
- Павел Амнуэль. Per aspera ad astra // «Троицкий вариант — Наука». — 2009.
- М.Штернфельд. Мечтатель-реалист.. — М.: Наука и жизнь., 1998. — Т. 7. Архивировано 1 мая 2009 года.
- Э. Берман-Штернфельд. Ари Штернфельд – пионер космонавтики. Годы жизни во Франции. // Русские евреи во Франции. — Иерусалим, 2001. — Т. 3(8). — С. 286—300. — ISBN 965-222-911-3.
- Ивашкин В.В. (V.V.Ivashkin). Ари Штернфельд и космонавтика ( Ary Sternfeld and cosmonautics.) // ИПМ им. М.В.Келдыша РАН,. — Москва: Preprint, Inst. Appl. Math., the Russian Academy of Science, 2005.